# Thomas McKeown (football)
 (avril 2020).
Pour les articles homonymes, voir Thomas McKeown.
Thomas Michael McKeown (24 janvier 1869-25 octobre 1903) est un joueur de football professionnel écossais. McKeown a évolué pour différents clubs — Hibernian, Celtic, Blackburn Rovers — et l'équipe d'Écosse.
McKeown est le premier joueur du Celtic à avoir été sélectionné en équipe nationale écossaise.